# Ротово
Ротово — деревня в Печорском районе Псковской области России. Входит в состав сельского поселения «Лавровская волость».
Расположена на берегу реки Вруда, в 10 км к северу от волостного центра, деревни Лавры и в 21 км к югу от райцентра, города Печоры.

## Население
Численность населения деревни по оценке на конец 2000 года составляла 529 жителей.
| 2001 | 2002 | 2010 |
| ---- | ---- | ---- |
| 529  | ↘384 | ↗461 |

## Известные люди
В деревне родился эстонский культурный и общественно-политический деятель Николай Васильевич Соловей.